# Francisco Cesário Rodrigues Moacho filho
Francisco Cesário Rodrigues Moacho (Campo Maior, 22 de Dezembro de 1799 - Bruges, 1 de Junho de 1867), filho de Francisco Cesário Rodrigues Moacho, militar e político liberal que se notabilizou na Guerra Peninsular.
Foi estudante de Direito na Universidade de Coimbra entre 1819 e 1824 onde foi presidente de "uma sociedade secreta – os Divodignos – constituída por uns 200 estudantes liberais" que lutavam contra o absolutismo de D. Miguel I.
Esta sociedade secreta decretou o ataque a uma delegação da universidade que se dirigia a Lisboa com o intuito de prestar vassalagem ao recentemente regressado rei D. Miguel I. Foram sorteados 13 estudantes para proceder ao assalto, que teve lugar no dia 18 de março de 1828. Foram assassinados dois membros dessa delegação e feridos vários outros, perto de Condeixa.
Embora não tendo participado directamente no golpe, o seu papel preponderante na referida sociedade secreta levou a que fosse expulso da Universidade de Coimbra pela Junta Expurgatória, ordenada por D. Miguel I, refugiando-se na Bélgica, onde acabou por se formar em Medicina na Universidade de Lovaina, juntamente com seu irmão Mateus Cesário Rodrigues Moacho. 
Nunca mais voltou a Portugal, tendo falecido em Bruges com 68 anos, segundo Camilo "com o estigma que lhe fechou a porta da pátria, e lhe denegriu a do túmulo, ao cabo de trinta e oito anos de voluntário desterro", que se refere a este episódio em vários dos seus romances.